# Ramanathapuram (stad)
Ramanathapuram is een stad in het district Ramanathapuram van de Indiase staat Tamil Nadu. 

## Geschiedenis
De regio is al sinds de Puranische eeuwen bekend. Het landgoed van Ramnad omvatte de hindoeïstische heilige eilandstad Rameswaram, van waaruit volgens de legende de hindoegod Rama zijn invasie van Ravana's Lanka lanceerde. Aan het einde van de oorlog en Rama's succes daarin, benoemde hij een Sethupathi of "heer van de brug" om de weg naar het eiland te bewaken. De "brug" waarnaar hier wordt verwezen, is de legendarische Adamsbrug of Rama's Brug waarvan werd aangenomen dat deze door Rama was gebouwd. De stamhoofden van Ramnad werden belast met de verantwoordelijkheid voor het beschermen van de brug, vandaar de benaming.
Historisch gezien viel dit gebied voor een korte periode onder de Chola-dynastie toen Rajendra Chola I het in 1063 onder zijn grondgebied bracht.
In de late 12e en vroege 13e eeuw werd deze provincie geregeerd door Hazrat Sulthan Syed Ibrahim shaheed van Ervadi. Later regeerden zijn erfgenamen de provincie na een vredesverdrag met de Sethupathis. Vanaf dat moment, tot het begin van de 15e eeuw, werden de huidige gebieden van het district Ramanathapuram - bestaande uit de taluks Tiruvadanai, Kilakarai, Paramakudi, Kamuthi, Mudukulathur, Ramanathapuram en Rameswaram - opgenomen in het Pandyan-rijk.
Tijdens de 14e en 15e eeuw werd het traditionele stamhoofd van de regio dat tot de Maravar-kaste behoorde officieel erkend als Sethupathi door de Nayak-koning van Madurai. Het stamhoofd van Ramnad erkende op zijn beurt de soevereiniteit van de Nayak-koning over zijn landerijen. Toen de macht van de Nayak-koningen van Madurai aan het einde van de 17e eeuw begon af te nemen, bevestigden de stamhoofden van Ramnad hun onafhankelijkheid. Aan het einde van de 17e eeuw kroonde Raghunatha Kilavan zichzelf tot koning van Ramnad en verplaatste zijn zetel van Pogalur naar Ramnad dicht bij de oostkust. Hij bouwde enorme vestingwerken om zijn hoofdstad te beschermen. In 1725 claimde de koning van Tanjore het noordelijke deel van het Ramnad-koninkrijk (de regio Aranthangi) tot aan de rivier de Pambar in ruil voor zijn diensten tijdens de burgeroorlog in Ramnad. Een vazal van Ramnad, die een van de overwinnaars in de burgeroorlog was, nam de westelijk gelegen regio Sivaganga over, waardoor slechts drie vijfde van het koninkrijk daadwerkelijk in handen was van de koning van Ramnad. Aan het begin van de 18e eeuw resulteerden familiegeschillen over opvolging in de verdeling van Ramanathapuram. Met de hulp van de koning van Thanjavur in 1730 zette een van de stamhoofden de Sethupathi af en werd de raja van Sivaganga.
In 1741 kwam het gebied onder controle van de Maratha's en vervolgens onder de Nizam in 1744. Ontevreden met de heerschappij van de Nawab, kwamen de stamhoofden in opstand, geleid door de laatste regerende Nayak, tegen de Nawab in 1752. Tegen die tijd had de troon van Arcot twee rivalen, Chanda Shahib en Muhammed Ali, en dit district stond onder de heerschappij van Nawab van Arcot. De Britten steunden Chand Sahib, terwijl de Fransen Muhammed Ali steunden. Dit maakte de weg vrij voor een reeks conflicten in het zuidelijke deel van het continent, ook wel Carnatische oorlogen genoemd.
In 1795 zetten de Britten Muthuramalinga Sethupathi af en namen de controle over het bestuur van Ramanathapuram over. Na de dood van de koningin Velu Nachiyar namen de gebroeders Maruthu de leiding door regelmatig inkomsten te betalen aan de Oost-Indische Compagnie. In 1803 kwam de Maruthu Pandiyar van Sivaganga in opstand tegen de Britten in samenwerking met Kattabomman van Panchalamkurichi. Kolonel Agnew nam de gebroeders Maruthu gevangen en hing ze op. Na de val van Tippu Sultan namen de Britten de controle over en namen de Nawab gevangen. In 1892 werd het Zamindari-systeem afgeschaft en werd een Britse verzamelaar aangesteld voor het bestuur.
In 1910 werd Ramanathapuram gevormd uit delen van de districten Madurai en Tirunelveli, met J.F. Bryant als eerste verzamelaar. Tijdens de Britse periode werd dit district "Ramnad" genoemd; de naam bleef na de onafhankelijkheid bestaan. Later werd het district omgedoopt tot Ramanathapuram om in overeenstemming te zijn met de Tamil-naam voor deze regio. Ramnad" is ook bekend als "Mugavai" (gezicht) omdat het fungeert als het toegangspunt voor de rivier de Vaigai.

## Demografie
Volgens de volkstelling van 2011 had Ramanathapuram een bevolking van 61.440 met een geslachtsverhouding van 988 vrouwen voor elke 1.000 mannen, veel boven het nationale gemiddelde van 929. In totaal waren 6.370 jonger dan zes jaar, wat neerkomt op 3.245 mannen en 3.125 vrouwen. De gemiddelde geletterdheid van de stad was 83,42%, vergeleken met het nationale gemiddelde van 72,99%.  De stad telde in totaal 14716 huishoudens. Er waren in totaal 20.375 arbeiders, bestaande uit 115 kwekers, 178 belangrijkste landarbeiders, 262 in de huishoudindustrie, 18.773 andere arbeiders, 1.047 marginale arbeiders, 20 marginale kwekers, 30 marginale landarbeiders, 41 marginale arbeiders in huishoudelijke industrieën en 956 andere marginale arbeiders. 
Volgens de religieuze volkstelling van 2011 had Ramanathapuram 76,39% hindoes,19,77% moslims, 3,08% christenen, 0,01% sikhs,0,7% na andere religies en 0,01% zonder religie of gaf geen religieuze voorkeur aan. 